# Freemake Audio Converter
Freemake Audio Converterは、Ellora Assets Corporationによって開発された無料音声変換ソフト。プログラムは、様々な音声形式を変換し、音声ファイルを結合し、動画ファイルから音声を抽出するために使用される。「Fremake Audio Converter」バージョン1.0.0は、CDに書き込むことができない。   

## 特質
Freemake Audio Converterは、40以上の入力音声形式（MP3 、WMA 、WAV 、FLAC 、AAC 、M4A 、Ogg 、AMR 、AC3、AIFF 、M4Rなど）をサポートしている。WMA 、WAV 、FLAC 、AAC 、M4A 、Ogg 、AMR 、AC3 、AIFF 、M4R  およびMP3 などの音声フォーマット間での音声変換を容易に行える。デスクトップあるいはラップトップ・コンピュータから音声をポータブルメディアプレーヤ（ Zune、Coby、SanDisc、Sansa、iRiver、Walkman、Archos、GoGear）向けに簡単に変換することができる。
オーディオコンバータは曲のデータをiPad用、iPhone用、iPod用に対応するM4A およびM4R音声形式に変換し、自動的にiTunesライブラリに変換されたファイルを追加します。
また、「Freemake Audio Converter」は対象として読み込んだ音声データの一覧を連結した状態で、1つのオーディオファイルに結合して出力することも可能である。 
フリーウェアは、DVD、MP4、AVI、MPEG、H.264、MKV、DIVX、MOV、WMV、VOB、3GP、RM、QT、FLVなどの動画形式からのオーディオの抽出することができる。 
「Freemake Audio Converter」のユーザーインターフェイスは、Windows Presentation Foundationの技術に基づいている。